# Білалов Ільшат Мінтагірович
Ільшат Мінтагірович Білалов (рос. Ильшат Минтагирович Билалов; народився 15 січня 1985 у м. Нижньокамську, СРСР) — російський хокеїст, захисник. Виступає за «Амур» (Хабаровськ) у Континентальній хокейній лізі. 
Вихованець хокейної школи «Нафтохімік» (Нижньокамськ). Виступав за «Нафтовик» (Леніногорськ), «Нафтохімік» (Нижньокамськ), «Металург» (Сєров), «Амур» (Хабаровськ). 